# English Training: Migliora il tuo inglese divertendoti!
English Training: Migliora il tuo inglese divertendoti! (英語が苦手な大人のDSトレーニング えいご漬け?, Eigo ga Nigate na Otona no Dīesu Torēningu: Eigo tsuke) è un videogioco educativo sviluppato da Nintendo per il Nintendo DS. Il gioco si basa sul software pubblicato da PLATO per pc. È stato pubblicato per la prima volta in Giappone il 26 gennaio 2006, in diversi paesi europei il 27 ottobre 2006 e in Corea del Sud il 18 gennaio 2007. È stato creato con l'intenzione di aiutare le persone a comprendere la lingua inglese. Il 29 marzo 2009, un sequel è stato pubblicato in Giappone dal titolo More English Training: Have Fun Improving Your Skills!. Il gioco EZ-Talk era un prequel uscito solo in Giappone.
Il gioco fa adesso parte della linea Touch! Generations per Nintendo DS.

## Ricezione
Fino al 26 agosto 2007, English Training: Migliora il tuo inglese divertendoti! ha venduto 1 920 448 copie in Giappone, posizionandolo al settimo posto tra i giochi più venduti in Giappone.
Fino al 25 luglio 2007, English Training: Migliora il tuo inglese divertendoti! ha venduto 2.86 milioni di copie in tutto il mondo.